# Pisaster giganteus
Pisaster giganteus är en sjöstjärneart som först beskrevs av William Stimpson 1857.  Pisaster giganteus ingår i släktet Pisaster och familjen trollsjöstjärnor.
Artens utbredningsområde är Kalifornien.

## Underarter
Arten delas in i följande underarter:
- P. g. capitatus
- P. g. giganteus

## Bildgalleri

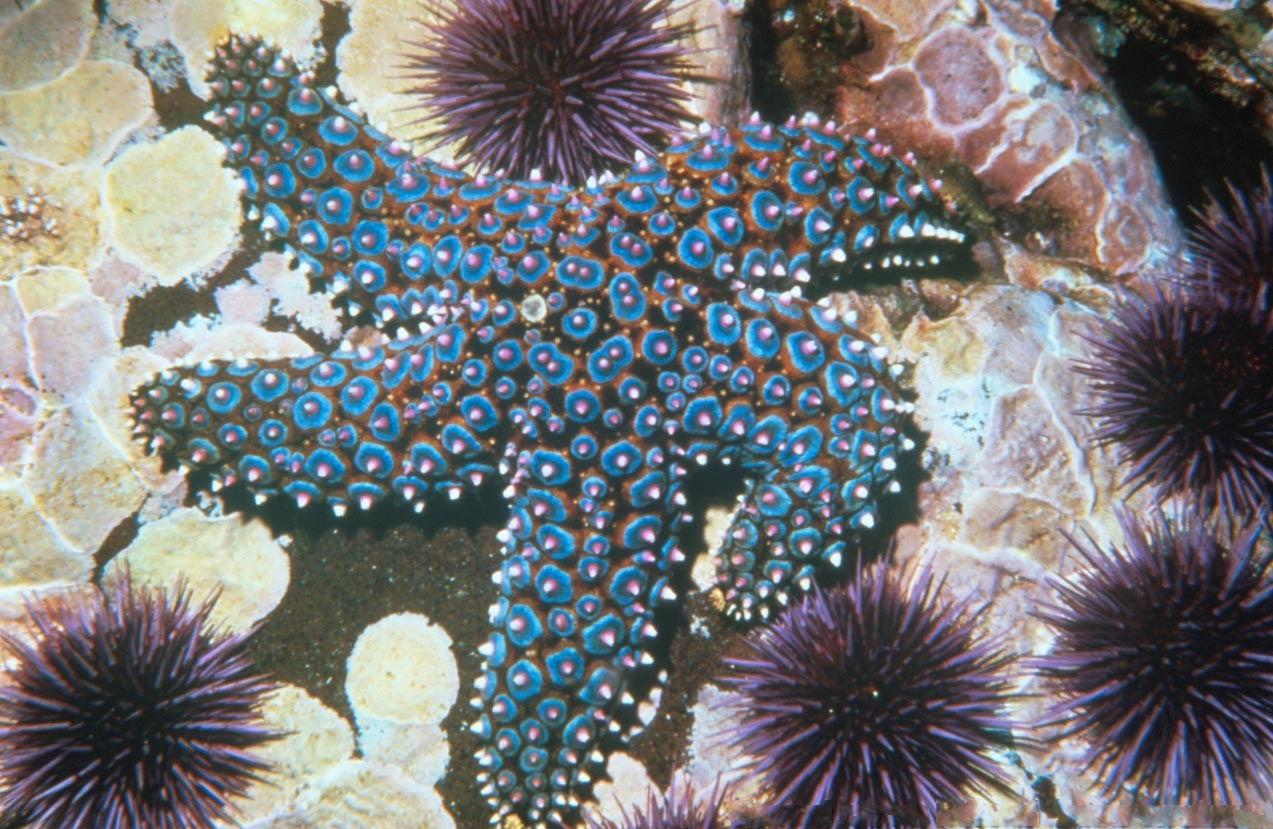